# Закавказский вестник (газета)
Закавказский Вестник — местная губернская газета, издавалась в Тифлисе (ныне — Тбилиси) с 1837 по 1855 год. 
Вторая по времени правительственная газета на русском языке, выходившая в Закавказье (взамен прекратившей свое существование первой русской правительственной газеты Тифлисские Ведомости). Издавалась на тех же основаниях, на каких были учреждены губернские официальные органы в Европейской России (так называемые"Губернские ведомости).
С 1837 по 1844 год «Закавказский вестник» имел один официальный отдел, а с 1845 — и неофициальный ("Литературный"). Редактор Платон Игнатьевич Иосселиани. 
После основания в Тбилиси газеты Кавказ, ставшей скоро официозом Кавказского наместничества, "Закавказский Вестник" постепенно теряет своих сотрудников, дававших ему интересные материалы, а вместе с тем и круг читателей; с 1851 года неофициальная часть прекращает свое существование, официальная же часть выходит как приложение к газете "Кавказ". 
С 1856 года слилась с газетой «Кавказ» и стала выходить при ней в виде официального приложения.